# Битка код Вучјег дола
Битка код Вучјег дола одвила се на истоименој заравни око 6 km источно од Билеће, у данашњој општини Никшић, Црна Гора, године 1876. између Турака с једне стране и  Црногораца, Брђана и Херцеговаца с друге стране.

## Увод у битку
У црногорско-турском рату 1876-78, црногорски Северни одред јачине 17 црногорских и 11 херцеговачких батаљона и 4 топа, после неуспеха на Бишини, повукао се из рејона Невесиња и прикупио 27. јула увече у селу Врбици с предстражама између Вучјег дола и Билеће. Тога дана кнез Никола је распоредио све снаге у 4 бригаде, а резерву од 6 батаљона задржао под својом непосредном командом.
Турске снаге (24 батаљона и 12 топова) под Мухтар-пашом наступиле су за Северним одредом и стигле у Билећу 27. јула 1876.

## Битка
Турци су 28. јула са 16 батаљона и 12 топова кренули правцем Билећа — Вучји до — Убли. У претходници су се налазила 4 батаљона и 2 топа под Селим-пашом; за њима су наступали 5 батаљона и 3 топа под Осман-пашом, са задатком да пре Вучјег дола скрену ка Голом брду (кота 1049) и Вардару (кота 1129) ради заштите левог бока главнине; главнина јачине 9 батаљона и 7 топова наступала је под непосредном командом Мухтар-паше, а испред ње башибозук (око 1000 људи).
Црногорско-херцеговачке предстраже изложене дејству артиљеријске ватре повукле су се на Кокот (кота 1249), Ковчег (кота 1216) и Голо брдо (кота 1049 и кота 1073). Бригаде из логора у селу Врбици кренуле су ка положајима Вардар — Ковчег и избиле колоном на десно крило под сердаром Јолем Пилетићем, на центар под сердаром Бајом Бошковићем и на лево крило под војводом Петром Вукотићем, за њим војвода Пеко Павловић, а књаз Никола са 6 батаљона на Кокот (кота 1249). У међувремену, турска претходница се под ватром црногорско-херцеговачких предстража развила у стрељачки строј, заузела Ковчег (кота 1216) и продужила према Кокоту, а снаге под Осман-пашом су преко Радмиловића Дубраве (део села Баљака) продужиле покрет према Вардару (кота 1129). За то време Северни одред избио је на положаје Вардар и Кокот и кад су се Турци приближили на 1000-1500 m кренуо им у сусрет. Мада без подршке артиљерије, која је била упућена у Убле, лево крило Северног одреда је у снажном налету разбило башибозук који је у бекству у пролазу, кроз редове низама, начео њихов морал. Северни одред је заузео на јуриш Ковчег (кота 1216), ликвидирао турску артиљеријску посаду и запленио топове; ту је погинуо Селим-паша; десно крило Северног одреда разбило је, за то време, колону под Осман-пашом, запленило топове, заробило цео батаљон Турака и Осман-пашу. Мухтар-паша успео је да развије за борбу само део главнине, коју су одмах напали већ развијени црногорски батаљони и натерали је да већим делом баци оружје и у паници побегне према Билећи. Разбијене турске снаге гонио је Северни одред до утврђења у Билећи, из којег је Мухтар-паша, сутрадан, одступио према Требињу.
У бици су Турци имали 4000 погинулих и рањених; међу погинулим сем Селим-паше налазила су се 3 миралаја (пуковника), 3 потпуковника и 168 нижих официра; заплењено је око 3000 пушака, 21 застава, и др. Северни одред имао је 72 погинула и 118 рањених.

## Наслеђе
Црногорске новине из времена битке, Глас Црногорца, су писале о овој победи у духу косовског завета: "...за слободу српском роду... да косовски бој освети... у бој лете Косово да свете...", стричеви кнеза Николе из Котора му честитају ту победу речима: "да оствариш оно, за чим су наши отци вазда од Косова крв лили! Бог те живио на корист Српства..."